# Ashley Callus
Ashley Callus (Brisbane, 10 de março de 1979) é um nadador australiano, campeão olímpico em Sydney 2000.
De origem maltesa, Callus, graduado na Universidade de Iona, foi treinado por Chris Urquhart, passando o início da sua carreira como substituto dos compatriotas Michael Klim e Chris Fydler. Depois de terminar em quarto nos 100 metros livre no Campeonato Australiano de Natação de 2000, Callus foi selecionado para estrear em Jogos Olímpicos aos vinte e um anos, nos Jogos de Sydney. Ele disputou o revezamento 4x100 metros livre, nadando com Michael Klim, Chris Fydler e Ian Thorpe. Os australianos não eram favoritos para vencer, já que os estadunidenses haviam vencido todas as edições da prova.
Entretanto, motivados por uma grande torcida, Klim fez o recorde mundial de 48,18 segundos na primeira perna da final, Fydler manteve a liderança, terminando com meio corpo de vantagem sobre o atleta estadunidense, Callus nadou mais rápido que o adversário Jason Lezak, mais experiente, e Thorpe completou a prova vencendo Gary Hall Jr. na batida de mão, conquistando a medalha de ouro com o recorde mundial de 3:13,67, quase dois segundos mais rápido que o antigo recorde.
No Campeonato Mundial de Esportes Aquáticos de 2001, em Fukuoka (Japão), Callus novamente fez parte da equipe do 4x100m livre, que conquistou o ouro, e também disputou os 100m livre, chegando em sétimo na final. No ano seguinte, o nadador venceu esta mesma prova no Campeonato Mundial de Natação em Piscina Curta de Moscou, na Rússia, e fez parte da equipe campeã do 4x100m livre dos Jogos da Commonwealth de Manchester, além de ficar em segundo nos 100m livre no mesmo evento.
Em 2004, Callus se classificou para representar a Austrália nos Jogos Olímpicos daquele ano, mas não conseguiu bons resultados em Atenas: terminou em vigésimo sexto nos 50 metros livre, trigésimo primeiro nos 100m livre e sexto com a equipe australiana do 4x100m livre. Nesta prova, Callus nadou apenas as eliminatórias. Posteriormente, foi revelado que ele havia contraído o vírus Epstein-Barr, que o manteve afastado das piscinas por um ano.
Em 2006, ele participou dos Jogos da Commonwealth de Melbourne, no seu país natal, vencendo o 100m livre.
No Mundial de Piscina Curta de Shanghai (China), Callus conquistou mais um ouro, desta vez no 4x100m medley.
Dois anos mais tarde, ele e a equipe australiana conquistaram o bronze nos Jogos Olímpicos de Verão de 2008